# Niệm khúc cuối
Niệm khúc cuối là một bộ phim điện ảnh truyền hình được thực hiện bởi Trung tâm Phim truyền hình Việt Nam, Đài Truyền hình Việt Nam cùng Hãng phim Truyền hình Thành phố Hồ Chí Minh do Anh Dũng làm đạo diễn. Phim phát sóng lần đầu vào năm 2003 trong chương trình Điện ảnh chiều thứ bảy trên kênh VTV3.

## Nội dung
Niệm khúc cuối xoay quanh Thủy Mây (Hà Hương) – một cô gái hiền dịu, nghèo khó, giàu tình yêu thương, có nghị lực, nhất là biết đứng lên sau những thử thách của cuộc sống, sống tự lập và có "bản lĩnh" trong mọi hoàn cảnh...

## Diễn viên
- Hà Hương trong vai Thủy Mây[3]
- Xuân Bắc trong vai Quốc Quân
- Minh Trang trong vai Hương
- Trọng Khôi trong vai Giám đốc Công
- Trung Anh trong vai Bố Mây

Cùng các một số diễn viên khác....